# Brillantsalmler
Der Brillantsalmler (Makunaima pittieri, Synonym: Moenkhausia pittieri) kommt endemisch im Valenciasee im Norden Venezuelas vor. Die Art wurde nach Henri Pittier benannt, einem Schweizer Naturforscher und Biologen. 

## Merkmale
Der Brillantsalmler hat einen hochrückigen, seitlich stark abgeflachten Körper und wird sechs Zentimeter lang. Weibchen bleiben kleiner. Ältere Tiere werden zunehmend hochrückiger, ihre Rückenflosse, die Afterflosse und die Bauchflossen verlängern sich. Sie sind dann silbergrau gefärbt und glänzen bläulich-weiß. Einzelne Schuppen leuchten golden, silbrig, grünlich oder kupferfarben. Die Flossenspitzen sind weiß. Der Oberteil der Iris ist leuchtend rot.
- Flossenformel: Dorsale 11, Anale 26–29.
- Schuppenformel: mLR 33–36.

## Lebensweise
Der Brillantsalmler ist ein lebhafter Schwarmfisch. Er ernährt sich von freischwimmenden kleinen Krebstieren, Insekten und deren Larven. Brillantsalmler sind ovipar und legen bis zu 400 Eier. Die Jungfische schlüpfen bei einer Temperatur von 25 bis 28 °C nach 30 bis 60 Stunden.

## Systematik
Der Brillantsalmler gehörte zur Gattung Moenkhausia, wurde 2024 aber im Rahmen einer Revision der „Echten Salmler“ (Characidae) in die Gattung Makunaima verschoben.

## Aquaristik
Der Brillantsalmler wurde 1933 zum ersten Mal nach Deutschland als Aquarienfisch importiert und wird relativ häufig im Aquaristfachhandel angeboten.